# Eremiascincus brongersmai
Espèce
Synonymes
- Sphenomorphus brongersmai Storr, 1972
- Glaphyromorphus brongersmai (Storr, 1972)

Statut de conservation UICN

 LC  : Préoccupation mineure
Eremiascincus brongersmai est une espèce de sauriens de la famille des Scincidae.

## Répartition
Cette espèce est endémique d'Australie-Occidentale en Australie.

## Étymologie
Cette espèce est nommée en l'honneur de Leo Daniël Brongersma.

## Publication originale
- Storr, 1972 : Revisionary notes on the Sphenomorphus isolepis complex (Lacertilia, Scincidae). Zoologische Mededelingen, vol. 47, p. 1-5 (texte intégral).